# Desert Law (film fra 1918)
Desert Law er en amerikansk stumfilm fra 1918 af Jack Conway.

## Medvirkende
- Gayne Whitman som Donald McLane
- Jack Richardson som Rufe Dorsey
- George C. Pearce
- Leota Lorraine som Julia Wharton
- Ray Hanford